# A+X
『A+X』は、マーベルコミックスが2012年10月にマーベルNOW!イニシアチブの一環として開始したオンゴーイングコミックアンソロジーシリーズである。シリーズでは毎号ごとに異なる作家によって2つの物語が描かれ、アベンジャーズとX-メンがチームアップを組む。

## 出版史
シリーズは2012年のイベントである『Avengers Vs. X-Men』とそのスピンオフタイトル『AVX: VS』のフォローアップとして始まった。X-メンの編集であるニック・ロウは「『AvX Versus』が上手く行き、我々は楽しみ、ファンにも受け入れられたので我々はこれを維持したい。『Versus』は各号ごとに10ページの物語が2つある。マーベルが保有する最高のキャラクターたちの物語だ。『A+X』はそのフォローアップで、我々はそれぞれのチームのアベンジャーとX-マンを使う」と語った。

## 各号の概要
| 号                   | チームアップ                                                          | 作家 (W = 脚本 / A = 作画)                                            | 参照   |
| -------------------- | --------------------------------------------------------------------- | --------------------------------------------------------------------- | ------ |
| A+X #1 (2012年10月)  | ハルク & ウルヴァリン                                                 | ジェフ・ローブ (W) & デール・キーオン (A)                             | [ 4 ]  |
| A+X #1 (2012年10月)  | キャプテン・アメリカ & ケーブル                                       | ダン・スロット (W) & ロン・ガーニー (A)                               | [ 4 ]  |
| A+X #2 (2012年11月)  | ブラック・ウィドウ & ローグ                                           | クリス・バチャロ (W/A)                                                | [ 5 ]  |
| A+X #2 (2012年11月)  | アイアンマン & キティ・プライド                                       | ピーター・デヴィッド (W) & マイク・デル・ムンド (A)                   | [ 5 ]  |
| A+X #3 (2012年12月)  | プラックパンサー & ストーム                                           | ジェイソン・アーロン (W) & パスカル・フェリー (A)                     | [ 5 ]  |
| A+X #3 (2012年12月)  | ホークアイ & ガンビット                                               | ジェームズ・アスマス (W) & ビリー・タン (A)                           | [ 5 ]  |
| A+X #4 (2013年1月)   | スパイダーマン & ビースト                                             | カーレ・アンドリュース (W/A)                                          | [ 5 ]  |
| A+X #4 (2013年1月)   | キャプテン・アメリカ & クエンティン・クワイア                         | ジェイソン・ラトゥール (W) & マーク・ブルックス (A)                   | [ 5 ]  |
| A+X #5 (2013年2月)   | アイアンフィスト & ドゥープ                                           | キャスリン・イモネン (W) & デイヴィッド・ラフエンテ (A)               | [ 6 ]  |
| A+X #5 (2013年2月)   | ロキ & ミスター・シニスター                                           | キーロン・ギレン (W) & ジョー・ベネット (A)                           | [ 6 ]  |
| A+X #6 (2013年3月)   | キャプテン・マーベル & ウルヴァリン                                   | ピーター・デヴィッド (W) & ジュゼッペ・カムンコリ (A)                 | [ 7 ]  |
| A+X #6 (2013年3月)   | シング & ガンビット                                                   | マイク・コスタ (W) & ステファノ・キャセリ (A)                         | [ 7 ]  |
| A+X #7 (2013年4月)   | アイアンマン & ビースト                                               | ゼブ・ウェルズ (W) & デール・キーオン (A)                             | [ 8 ]  |
| A+X #7 (2013年4月)   | ソー & アイスマン                                                     | クリストファー・ヨスト (W) & R'John Bernales & クリス・ターコット (A) | [ 8 ]  |
| A+X #8 (2013年5月)   | スパイダーウーマン & キティ・プライド                                 | ゲリー・デュガン (W) & サルバドール・ラロッカ (A)                     | [ 9 ]  |
| A+X #8 (2013年5月)   | ホークアイ & デッドプール                                             | クリストファー・ヘイスティング (W) & ライリー・ブラウン (A)           | [ 9 ]  |
| A+X #9 (2013年6月)   | キャプテン・アメリカ & ウルヴァリン                                   | ネイサン・エドモンドソン (W) & ハンベルト・ラモス (A)                 | [ 10 ] |
| A+X #9 (2013年6月)   | ドクター・ストレンジ & クエンティン・クワイア & ピクシー & アイボーイ | デヴィッド・ラッファン (W/A)                                          | [ 10 ] |
| A+X #10 (2013年7月)  | ブラック・ウィドウ & ファントメックス                                 | B・クレイ・ムーア (W) & クリス・アンカ (A)                            | [ 11 ] |
| A+X #10 (2013年7月)  | スカーレット・ウィッチ & ドミノ                                       | アダム・ウォーレン (W/A)                                              | [ 11 ] |
| A+X #11 (2013年8月)  | ソー & マジック                                                       | マイク・ベンソン (W) & マーク・テシェイラ (A)                         | [ 12 ] |
| A+X #11 (2013年8月)  | スパイダーマン & サイクロプス                                         | ジム・クルーガー (W) & デイヴィッド・ラフエンテ (A)                   | [ 12 ] |
| A+X #12 (2013年9月)  | ワンダーマン & ウルヴァリン                                           | クリストス・ゲイジ (W) & マイク・デオダート (A)                       | [ 13 ] |
| A+X #12 (2013年9月)  | キャプテン・アメリカ & ジュビリー                                     | ジャスティン・ジョーダン (W) & Angel Unzueta (A)                      | [ 13 ] |
| A+X #13 (2013年10月) | キャプテン・アメリカ & サイクロプス                                   | ゲリー・デュガン (W) & デヴィッド・ヤーディン (A)                     | [ 14 ] |
| A+X #13 (2013年10月) | ブラック・ウィドウ & エマ・フロスト                                   | ハワード・チェーキン (W/A)                                            | [ 14 ] |

## コレクテッド・エディション
| タイトル                  | 収録内容  | 出版日        | ISBN           |
| ------------------------- | --------- | ------------- | -------------- |
| A+X - Volume 1: = Awesome | A+X #1-6  | 2013年6月4日  | 978-0785166740 |
| A+X - Volume 2: = Amazing | A+X #7-12 | 2013年12月3日 | 978-0785166757 |